# Целе (Словения)
Вижте пояснителната страница за други значения на Целе.
Целе (на словенски: Celje; на немски: Cilli) е град в Словения, административен център на градска община Целе. Според Националната статистическа служба на Република Словения през 2015 г. градът има 37 540 жители.
Той е 3-ти по население в страната и център на историческата област Южна Щирия.

## География
Разположен е при водослива на реките Савиня, Ложница и Воглайна, в подножието на хълм, в който се намира древният Целски замък.

## История
Градът остава в историята като център на графство Целе (XIV-XV в.), единствената напълно независима етнически словенска държава в периода на Средновековието. 3-те звезди, символ на графовете на Целе, а после и на самия град, се включват като елемент в държавния герб на Словения.

## Личности
- Барбара фон Цили
- Херман II (Цили)
- Алма Карлин
- Янез Дърновшек